# Панде Петровски
Панде Петровски (на македонска литературна норма: Панде Петровски) е офицер, генерал от Република Македония.

## Биография
Роден е на 26 декември 1943 година в битолското село Живойно в земеделско семейство. Дядо му Петре взема участие в Илинденско-Преображенското въстание и Първата световна война, а баща му Алексо се включва в комунистическата съпротива във Вардарска Македония и е раняван два пъти..
Завършва основно образование в родното си село, а индустриална гимназия в Битоля през 1961 г. Между 1962 и 1965 година учи във Военната академия на Сухопътните войски на ЮНА в Белград. Впоследствие специализира в Баня Лука и Белград. Служи в ЮНА в градовете Загреб и Баня Лука. През 1990 година е назначен за помощник-командир на трета армейска област в Скопие. Между 1965 и 1969 г. е командир на взвод в Ястребарско. От 1969 до 1970 г. е командир на рота, а от 1970 до 1971 г. е заместник-командир на батальон пак там. За 1 година до 1972 г. е офицер по физическото възпитание на бригада. В периода 1972 – 1976 г. е командир на брониран батальон в Ястребарско. През 1976 г. завършва Команднощабната академия. Между 1977 и 1980 г. е помощник-началник щаб по оперативно-обучителните дейности в Прилеп. В периода 1980 – 1986 г. е едновременно началник-щаб и заместник-командир на бригада във Велес. От 1986 до 1989 г. е командир на бригада в Прищина. В периода 1989 – 1992 г. е началник на секцията за лични дела на 3-а военна област (Скопие). След разпада на ЮНА участва в създаването и е командир на втори армейски корпус на Армията на Република Македония в Битоля. (1992 – 1996). През 1996 година е назначен за началник по бойната готовност в Скопие, а от 1999 е заместник-началник Генералния щаб на Армията на Република Македония. След това се пенсионира, но след изборите за президент на Република Македония е назначен отново от март 2001 за заместник-началник. В периода 12 май-19 септември 2001 година е назначен за началник на Генералния щаб. През 2002 година се пенсионира и става съветник на министъра на отбраната по въпросите на развитието и използването на армията. Във военната си кариера преждевременно е повишаван в чин капитан първи клас, майор, полковник. От 1993 година е генерал-майор и командва корпус, а от 1997 е генерал-лейтенант и през 2001 става генерал-полковник. По време на Военният конфликт в Република Македония през 2001 година изготвя стратегията за военните действия на македонските военни части. В 2006 година издава книгата „Сведоштва – 2001“ (Свидетелства – 2001), посветена на военния конфликт.
Умира на 31 декември 2006 година в Живойно.

## Военни звания
- Подпоручик (1965)
- Поручик (1968)
- Капитан (1971)
- Капитан 1 клас (1973), извънредно
- Майор (1977), извънредно
- Подполковник (1982)
- Полковник (1986), извънредно
- Генерал-майор (1993)
- Генерал-лейтенант (1997)
- Генерал-полковник (2001)

## Награди
- Орден за военни заслуги със сребърни мечове, 1968 година;
- Орден на Народната армия със сребърна звезда, 1974 година;
- Орден на труда със сребърен венец, 1982 година;
- Орден за военни заслуги със златни мечове, 1990 година;